# Claude Baills
Claude Baills, né le 29 juin 1937 à Perpignan et mort le 28 novembre 2019 à Millas (Pyrénées-Orientales), est un joueur de pétanque français. 

## Clubs
- ?-? : Canet Plage Bouliste (Pyrénées Orientales)

## Palmarès[4]

### Séniors

#### Championnats de France
Champion de France
- Triplette 1966 (avec Jean Naudo et Gérard Naudo) : Canet Plage Bouliste
- Triplette 1967 (avec Jean Naudo et Gérard Naudo) : Canet Plage Bouliste

Finaliste
- Doublette 1971 (avec Jean Naudo)
- Triplette 1976 (avec Jean Naudo et Gérard Naudo)